# Key Biscayne (Florida)
Key Biscayne ist eine Gemeinde im Miami-Dade County im US-Bundesstaat Florida. Das U.S. Census Bureau hat bei der Volkszählung 2020 eine Einwohnerzahl von 14.809 ermittelt. 

## Geographie
Die Gemeinde liegt auf der gleichnamigen Insel Key Biscayne, die durch die Florida State Road 913 mit dem Festland verbunden ist. Das Festland liegt 10 km, die bereits zu Miami gehörende Insel Virginia Key 5 km von der Gemeinde entfernt. Der Ort wird im Norden vom Crandon Park, im Süden vom Bill Baggs Cape Florida State Park, im Westen von der Biscayne Bay und im Osten vom Atlantischen Ozean begrenzt.

## Geschichte
→ Siehe auch: Geschichte der Insel Key Biscayne
Die Gemeinde Key Biscayne wurde 1991 gegründet.

### Demographische Daten
Laut der Volkszählung 2010 verteilten sich die damaligen 12.344 Einwohner auf 7072 Haushalte. Die Bevölkerungsdichte lag bei 3740,6 Einw./km². 96,2 % der Bevölkerung bezeichneten sich als Weiße, 0,4 % als Afroamerikaner, 0,1 % als Indianer und 1,1 % als Asian Americans. 1,0 % gaben die Angehörigkeit zu einer anderen Ethnie und 1,2 % zu mehreren Ethnien an. 61,6 % der Bevölkerung bestand aus Hispanics oder Latinos.
Im Jahr 2010 lebten in 38,5 % aller Haushalte Kinder unter 18 Jahren sowie 33,0 % aller Haushalte Personen mit mindestens 65 Jahren. 71,7 % der Haushalte waren Familienhaushalte (bestehend aus verheirateten Paaren mit oder ohne Nachkommen bzw. einem Elternteil mit Nachkomme). Die durchschnittliche Größe eines Haushalts lag bei 2,62 Personen und die durchschnittliche Familiengröße bei 3,13 Personen.
29,7 % der Bevölkerung waren jünger als 20 Jahre, 17,0 % waren 20 bis 39 Jahre alt, 30,2 % waren 40 bis 59 Jahre alt und 23,0 % waren mindestens 60 Jahre alt. Das mittlere Alter betrug 42 Jahre. 46,4 % der Bevölkerung waren männlich und 53,6 % weiblich.
Das durchschnittliche Jahreseinkommen lag bei 114.250 $, dabei lebten 5,8 % der Bevölkerung unter der Armutsgrenze.
Im Jahr 2000 war Englisch die Muttersprache von 30,83 % der Bevölkerung, spanisch sprachen 59,73 % und 9,44 % hatten eine andere Muttersprache.

## Sehenswürdigkeiten
Das Cape Florida Lighthouse und das Fowey Rocks Light sind im National Register of Historic Places gelistet.
Im Tennis Center at Crandon Park fand von 1987 bis 2018 das Miami Masters statt.

## Kriminalität
Die Kriminalitätsrate lag im Jahr 2010 mit 91 Punkten (US-Durchschnitt: 266 Punkte) im niedrigen Bereich. Es gab zwei Körperverletzungen, acht Einbrüche, 170 Diebstähle und 13 Autodiebstähle.